# Valeria Vaiano
Valeria Vaiano (Nusco, 28 giugno 1969) è un'attrice italiana.

## Biografia
Attrice campana, dopo alcuni anni di apprendistato e laboratori, la sua passione per la fotografia la condurrà al fianco di Ivo Saglietti, a esplorare il mondo dell’obiettivo e dei suoi protagonisti. Si rivela al pubblico in teatro nel 2002, con i due atti unici Per disgrazia ricevuta e Il mio cuore nelle tue mani scritti apposta per lei e Tina Femiano dal drammaturgo napoletano Manlio Santanelli.
In quegli anni esordisce in televisione ne La squadra con il ruolo di un'interprete della lingua dei segni (LIS) chiamata a decodificare un delitto, ruolo a lei congeniale in quanto esperta e studiosa della lingua e figlia di sordomuti.
Nel 2004 conosce Fulvio Wetzl con cui in cinque anni realizza come produttrice, sceneggiatrice, aiuto regista e attrice protagonista, otto tra documentari, lungometraggi, film didattici e performance teatrali. Con Wetzl ha fondato la società di produzione Vawe. Tra le opere più importanti Non voltarmi le spalle (2006 - girato a Rovereto, storia della difficile integrazione di una ragazza sorda in una scuola del Nord Italia), Mineurs (2007, storia dell'emigrazione dal Sud Italia alle miniere del Belgio, visto attraverso l'ottica di un gruppo di bambini lucani) con canzoni originali di Salvatore Adamo, Libera nos a malo (2008, documentario sui delitti irrisolti in Basilicata),prodotto dall'associazione Libera di Don Ciotti, Vultour - Le tracce del sacro, territorio ed identità (2008). Con Mineurs inaugura il Giffoni Film Festival nel 2007.
Interpreta nel 2016 Carolina Rea ne I bastardi di Pizzofalcone per la regia di Carlo Carlei.
Prende parte a Tutti i soldi del mondo di Ridley Scott, film sul rapimento di John Paul Getty III (2017).
Nel 2019 e nel 2022 interpreta il ruolo della dirigente scolastica Renata Casale nella soap opera Un posto al sole.
Nel 2022 si dedica allo studio di Matilde Serao e le dà voce in "Anatomia di una Capitale. Passeggiando nell'altra Napoli di Matilde Serao". La Napoli popolare dei fondaci, della superstizione, della corruzione, del lotto, della pietas, la stessa che ispirerà le canzoni di D'Annunzio, Di Giacomo, De Curtis e Russo che raccontano della città del sole, della gioia e pure del tormento amoroso, consegnandola all'immortalità. Con la pianista Nadia Testa, il soprano Samantha Sapienza, il tenore Francesco Malapena. Lo spettacolo esordisce nel castello longobardo di San Barbato a Manocalzati.
Il 12 luglio 2023 apre la rassegna MUSICA IN ABBAZIA, con il canto XXXIII del Paradiso, conclusivo della Divina Commedia, per volere dell'Abate territoriale di Montevergine, mons. Riccardo Luca Guariglia, presso il palazzo Abbaziale Loreto di Montevergine.
Dall'ottobre 2023 con l'associazione Igor Stravinsky porta in scena "Il ventre di Napoli...omaggio a Enrico Caruso". 
È da sempre impegnata nel sociale in particolare nella tutela dell'ambiente, dei disabili, e, in particolare, dei diritti dei sordi.

## Filmografia
- Devil's Advocate, regia di Adrian Shergold (1994)
- The Last Journey of John Keats, Film TV (1995)
- Luna rossa, regia di Antonio Capuano (2001)
- 1806, dalla terra alla città, regia di Fulvio Wetzl - Mediometraggio (2005)
- Scolari, regia di Fulvio Wetzl - Mediometraggio (2006)
- Non voltarmi le spalle, regia di Fulvio Wetzl (2006)
- Mineurs, minatori & minori, regia di Fulvio Wetzl (2007)
- ...Il catalogo è questo, regia di Fulvio Wetzl (documentario, 2008)
- Vultour, Le tracce del sacro - Territorio e identità, regia di Fulvio Wetzl (documentario, 2008)
- Libera nos a malo, regia di Fulvio Wetzl (documentario, 2008)
- Mater Mediterranea, regia di Giuseppe Ferrara (docu-film, 2011)
- Napoli underground, regia di Salvatore Polizzi (2014)
- I bastardi di Pizzofalcone, regia di Carlo Carlei, episodio 1x01 (serie TV, 2017)
- Tutti i soldi del mondo (All the Money in the World), regia di Ridley Scott (2017)
- L'isola di Andrea, regia di Antonio Capuano (2025)